# Goniorhynchus pasithea
Goniorhynchus pasithea is een vlinder uit de familie van de grasmotten (Crambidae), uit de onderfamilie van de Spilomelinae. De wetenschappelijke naam van deze soort is voor het eerst voorgesteld als Lygropia pasithea door James Farish Malcolm Fawcett in een publicatie uit 1916.
De soort komt voor in Kenia.